# Бакъркьой
Бакъркьой (на турски: Bakırköy) е околия и община на град Истанбул. Разположена е в европейската част на града, между магистрала Д.100 и Мраморно море. Тук се намира най-голямата психиатрична болница в Турция, както и търговски и бизнес сгради.

## История
По византийско време Бакъркьой е отделна община извън границите на Константинопол с наименование „Евдомон“ (на гръцки: Ἕβδομον).

## Квартали
Околията е съставена от 15 квартала:
- „Атакьой I“
- „Атакьой II, V, VI“
- „Атакьой III, IV, XI“
- „Атакьой VII, VIII, IX, X“
- „Басънкьой“
- „Джевизлик“
- „Зейтинлик“
- „Зухаратбаба“
- „Йени махала“
- „Йешилюрт“
- „Карталтепе“
- „Османие“
- „Сакъзагаджъ“
- „Сан Стефано“ (Йешилкьой)
- „Шенликкьой“